# Эдгар Кине (станция метро)
Эдгар Кине (фр. Edgar Quinet) — станция линии 6 Парижского метрополитена, расположенная в квартале Монпарнас XIV округа Парижа. Названа по одноимённому бульвару, под которым расположена, получившим своё имя в честь французского историка Эдгара Кине. Недалеко от станции расположено кладбище Монпарнас.

## История
- Станция открылась 24 апреля 1906 года при продлении тогдашней линии 2 Юг (фр. Ligne 2 Sud). 14 октября 1907 года этот участок вошёл в состав линии 5, а 6 октября 1942 года перешёл в состав линии 6.
- Пассажиропоток по станции по входу в 2011 году, по данным RATP, составил 2 224 650 человек[2]. В 2013 году этот показатель вырос до 2 241 317 пассажиров (236 место по уровню входного пассажиропотока в Парижском метро)[3]

## Путевое развитие
На середине перегона Распай — Эдгар Кине при движении со стороны Распая примыкает служебная соединительная ветвь со станции Вавен линии 4.

## Галерея

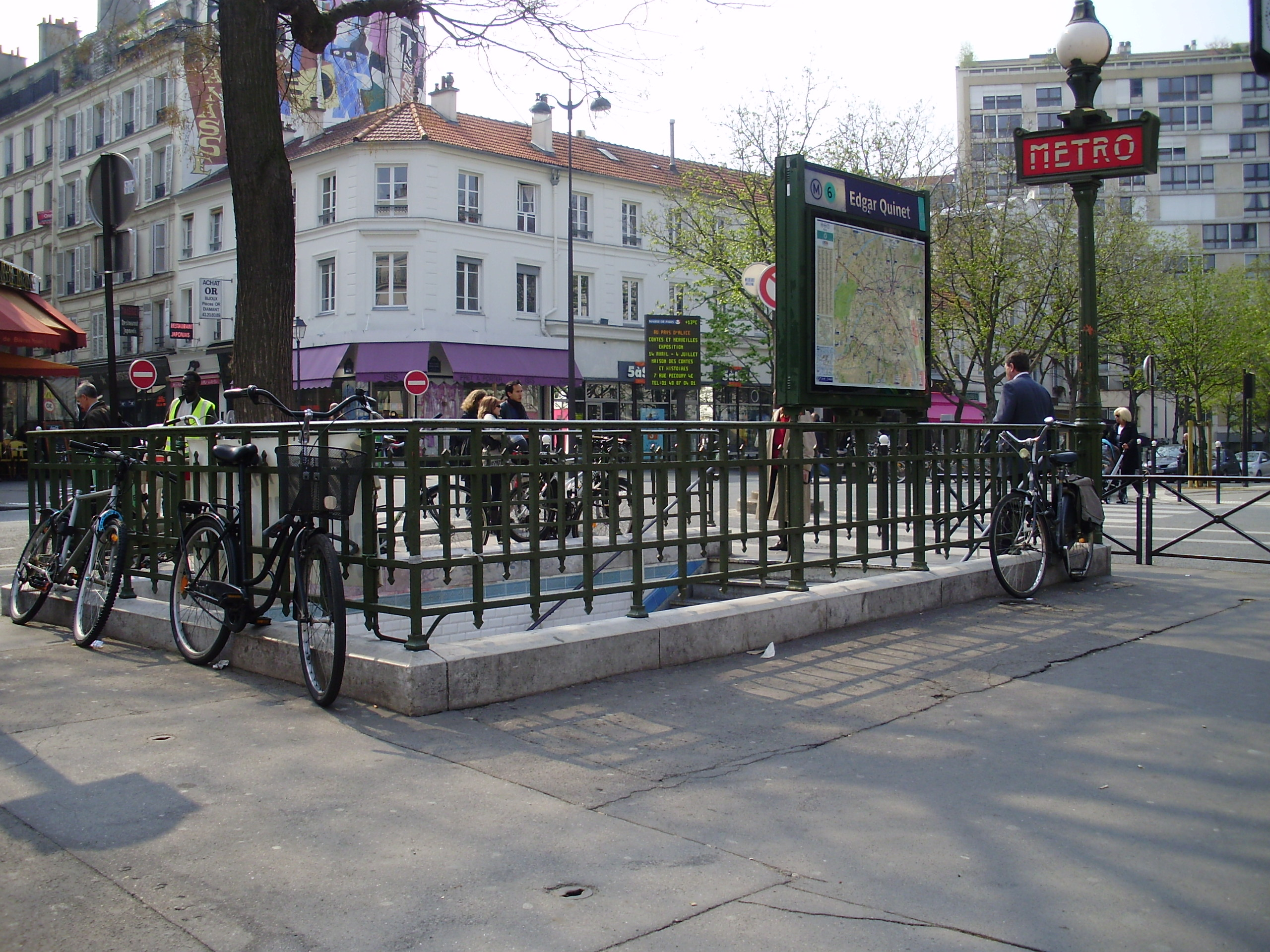
Лестничный сход